# 1995 في رومانيا
فيما يلي قوائم الأحداث التي وقعت خلال عام 1995 في رومانيا.

## رياضة
- 17 يونيو – دوري الدرجة الأولى الروماني 1994–95 الفائز نادي ستيوا بوخارست.

## مواليد

### يناير
- 1 يناير – تاليتا بقلة سباحة أردنية.
- 10 يناير – أندرياس إفانشيتز لاعب كرة قدم ألماني.

### فبراير
- 2 فبراير – بوغدان فاسيلي لاعب كرة قدم روماني.
- 3 فبراير – ديان بولدور لاعب كرة قدم روماني.

### مارس
- 18 مارس – إرينا براء لاعبة كرة مضرب رومانية.

### أبريل
- 6 أبريل – آنا ماريا تاناسي لاعبة كرة يد رومانية.

### مايو
- 31 مايو – بيانكا تيرون لاعبة كرة يد رومانية.

### يوليو
- 21 يوليو – دان راكوتسي لاعب كرة يد روماني.
- 29 يوليو – دورين روتاريو لاعب كرة قدم روماني.

### أغسطس
- 22 أغسطس – ديانا بوليمار لاعبة جمباز فني رومانية.

### أكتوبر
- 1 أكتوبر – فالينتين كوجوكارو لاعب كرة قدم روماني.

### ديسمبر
- 29 ديسمبر – نيكولاي فاسيلي لاعب كرة قدم روماني.

## وفيات

### يناير
- 1 يناير – جبريل بوبا (مواليد 1937) فنان روماني.

### مايو
- 9 مايو – ماجدا رورك (مواليد 1918) لاعبة كرة مضرب رومانية.
- 12 مايو – ستيفان كوفاتش (مواليد 1920) لاعب كرة قدم.
- 27 مايو – شتيفان بانيكا (مواليد 1933)

### يونيو
- 20 يونيو – إميل سيوران (مواليد 1911) كاتب وفيلسوف.